# Saint-Julien-de-Civry
Saint-Julien-de-Civry település Franciaországban, Saône-et-Loire megyében. Lakosainak száma 468 fő (2022. január 1.). Saint-Julien-de-Civry Lugny-lès-Charolles, Changy, Dyo, Nochize, Oyé, Poisson, Prizy és Saint-Germain-en-Brionnais községekkel határos.

## Népesség
A település népessége az elmúlt években az alábbi módon változott:
| Lakosok száma | 497  | 481  | 498  | 487  | 489  | 491  | 489  | 478  | 468  |
|               | 2013 | 2015 | 2016 | 2017 | 2018 | 2019 | 2020 | 2021 | 2022 |